# 小行星5967
小行星5967（英語：5967 Edithlevy）是一颗围绕太阳公转的小行星。1991年2月9日，卡罗琳·舒梅克在帕洛马山发现了此天体。
这颗小行星的绝对星等为110.2326735230338等。